# Bing (Engeland)
Bing of Byng was een landgoed in het Engelse graafschap Suffolk nabij Wickham Market. Bing komt in het Domesday Book van 1086 voor als 'Benga' / 'Benges'. Indertijd werd de bevolking op 23½ huishoudens gesteld, die goed waren voor een belastingopbrengst van 2,4 eenheden geld. Heer van Bing was Robert Malet, een kroonvazal en raadsheer van Hendrik I van Engeland.